# 地獄少女 (電視劇)
《地獄少女》是改編自同名動畫作品，於2006年11月4日至2007年1月27日於日本電視台及靜岡第一電視台播放的電視劇。全12集。

## 設定
- 電視劇裡的柴田鶇將升上國中，而動畫版裡的柴田鶇則設定成較為年幼。
- 動畫版中的閻魔愛外觀較為像國中生（愛死時年齡約為十三歲），電視劇裡的愛有高中生的身材。
- 電視劇將柴田步（柴田一的妻子）設定為受詛人之一，動畫版裡是因車禍去世。
- 在劇中以「Mahoo!」搜尋器（模彷Yahoo!）可找到「地獄通訊」。
- 另外，瀏覽器的網址列曾出現「C:¥Documents and Settings¥***¥My Documents¥……」，而不是「http://...」的情況。估計是制作失誤。 （页面存档备份，存于）[1]
- 動畫和漫畫中，閻魔愛在把受詛人流放至地獄時所經過的河流說的是「把這怨恨流向地獄」，而在電視劇說的則是「把這怨恨流到地獄」。

## 主要演員
- 閻魔愛：岩田小百合
- 一目連：加藤和樹
- 骨女：杉本彩
- 輪入道：小倉久寛
- 閻魔愛祖母：松島榮利子
- 柴田一：西村和彦
- 柴田鶇：入江紗綾
- 稻垣隆史：金山一彦
- マスター：田中要次
- 開場白：斧アツシ

## 製作人員
- 脚本：森山あけみ、山川智子、最合のぼる、他
- 攝影：瀧彰志、白田龍夫
- 照明：柴田信弘
- 音效：畦本真司
- VE：藤本伊知郎
- 化妝：上野志穗
- 髮型：重久聖子
- 服飾：中村美保
- 美術：橋本優
- 編輯：清水正彦
- 音響監督：石井和之
- 台詞編輯：稻岡靖
- MA：齊藤健二
- 主題歌：OLIVIA「Dream Catcher」
- 音樂：長谷川智樹
- 原曲：高梨康治、水谷廣實
- 字幕：大貫洋子
- 原案：わたなべひろし
- 原作： （地狱少女PROJECT）
- 製作擔當：大内裕
- 記録：西川三枝子
- 公關：買場ひとみ
- 製作行政：菊池麻里子
- 助理監督：北村信彦、古川豪、海野巨人、山田晃久
- 製作主任：佐々木稔、竹上俊一
- 製作進行：江島正將
- AP：吉田邦彦
- VFX Supervisor：岡野正廣（GONZO REVOLUTION）
- VFX 製作人：戶田康雄、佐々木博之（デジタルハリウッドエンタテインメント）
- 製作人：高橋秀明（日本電視台）、佐藤禎剛（泉放送制作）、金子与志一（泉放送制作）
- 監督：長沼誠、高橋秀明（日本電視台）
- 規劃製作：日本電視台
- 製作協力：泉放送制作
- 製作著作：D.N.ドリームパートナーズ、VAP

## 集數列表
| 集數              | 標題               | 中文標題        | 委託人                           | 受詛人                 | 首播日期 （年-月-日） |
| ----------------- | ------------------ | --------------- | -------------------------------- | ---------------------- | --------------------- |
| 第1集             |                    | 裂開的時間      | 宮崎優（尾高杏奈）               | 遠藤里奈（近野成美）   | 2006-11-04            |
| 第2集             |                    | 箱中的少年      | 水島大地（落合扶樹）             | 篠田誠（神保悟志）     | 2006-11-11            |
| 第3集             |                    | 嬰兒的夢        | 鶴田笙子（鈴木早智子）           | 鳥海誠一（津田寛治）   | 2006-11-18            |
| 第4集             |                    | 遇魔之時        | 中島健太（永岡佑）               | 葛城吉隆（石山輝夫）   | 2006-11-25            |
| 第5集             |                    | 虛偽的墓誌銘    | 本多美里（藤森麻由）             | 阿部智史（佐野大樹）   | 2006-12-02            |
| 第6集             |                    | 約定的紅線      | 真田幸（石井めぐる）             | マコ（東海林愛美）     | 2006-12-09            |
| 第7集             |                    | 香甜的誘惑      | 香山美春（西野妙子）（取消委託） | 松井霧子（及川奈央）   | 2006-12-16            |
| 第8集             |                    | 聖夜的奇跡      | 北川劉生（高松英郎）             | 室井龍二（仲野徹）     | 2006-12-23            |
| 第9集             |                    | 謊言的代價      | 恩田拓人（岡田慶太）             | 結城夏子（岩佐真悠子） | 2007-01-06            |
| 第10集            |                    | 哀傷的記憶      | 風間響子（大島蓉子）             | 本田樹里（倉科カナ）   | 2007-01-13            |
| 第11集            |                    | 現世的黑暗 前編 | 大瀧警部（渡邊哲）               | 若槻淳也（北岡龍貴）   | 2007-01-20            |
| 第12集 （大結局） |                    | 現世的黑暗 後編 | 西（田中要次）                   | 柴田步（大塚ちか）     | 2007-01-27            |
| 第12集 （大結局） | 柴田一（西村和彦） | 現世的黑暗 後編 | 西（田中要次）                   |                        | 2007-01-27            |

## 播放電視台
| 播放電視台                                | 播放日期                        | 播放時間                                  | 備註               |
| ----------------------------------------- | ------------------------------- | ----------------------------------------- | ------------------ |
| 日本電視台                                | 2006年11月4日 - 2007年1月27日   | 星期六 25:20 - 25:50                      | 「黃金之舌」時段內 |
| 靜岡第一電視台                            | 2006年11月4日 - 2007年1月27日   | 星期六 25:20 - 25:50                      | 「黃金之舌」時段內 |
| 日本電視台Plus & Science （現：日視Plus） | 2007年4月6日 - 2007年6月22日    | 星期五 22:00 - 22:30 星期六 10:00 - 10:30 |                    |
| Family劇場                                | 2015年12月23日 - 2015年12月24日 | 23:00 - 隔日4:30                          | 一次播放           |

## 註腳
1. ↑  地獄少女電視劇第五集及第十一集

## 外部連結
- （日語）《地獄少女》電視劇官方網站（页面存档备份，存于）（日本電視台）